# Migliarino
Migliarino este o comună din provincia Ferrara, Italia. În 2011 avea o populație de 3698 de locuitori.

## Demografie
Format:Demografia/Migliarino